# Onobrychis iberica
Onobrychis iberica är en ärtväxtart som beskrevs av Aleksandr Alfonsovitj Grossgejm. Onobrychis iberica ingår i släktet esparsetter, och familjen ärtväxter. Inga underarter finns listade i Catalogue of Life.